# Леслі Христідіс
Леслі Христідіс (англ. Leslie Christidis; нар. 30 травня 1959) — австралійський орнітолог, спеціалізується на систематиці та еволюції птахів.

## Біографія
У 1980 році закінчив Університет Мельбурна зі ступенем бакалавра. У 1985 році отримав ступінь доктора філософії в Австралійському національному університеті. Працював докторантом у CSIRO (Commonwealth Scientific and Industrial Research Organisation). У 1987-1996 роках працює старшим куратором відділення орнітології в Музеї Вікторії (Мельбурн). З 2004 по 2009 роки — помічник директора Австралійського музею Сіднея. З 2009 року обіймає посаду директора Національного морського науково-дослідницького центру університету Південного Хреста.
Леслі Христідіс довів, що співочі птахи з Австралії. походять Став автором або співавтором понад 100 наукових праць і книг про систематику та еволюційну генетику птахів, кажанів, сумчастих, мохуваток. У 1994 році разом з Волтером Болзом видав книгу «Таксономія і види птахів Австралії та її територій» (The Taxonomy and Species of Birds of Australia and its Territories), яка стала хрестоматією з систематики австралійської авіфауни. У 2014 році разом з Едвардом Дікінсоном опублікували другий том енциклопедії «Повний перелік птахів світу Говарда та Мура» (The Howard and Moore Complete Checklist of the Birds of the World). Разом із Річардом Шодде є співавтором описання нових родин австралійських птахів Eulacestomatidae, Ifritidae, Melampittidae, Oreoicidae і Rhagologidae.
У 2005 році став одним з 10 австралійських орнітологів, нагороджених пам'ятною медаллю Роя Вілера.